# Stampa
Stampa – miejscowość w gminie Bregaglia w Szwajcarii, w kantonie Gryzonia, w regionie Maloja. Do 31 grudnia 2009 roku samodzielna gmina.

## Historia
Na terenie gminy podczas wykopalisk archeologicznych odnaleziono pochówki z czasów rzymskich.
Od 1327 roku poświadczony jest na terenie dawnej gminy kościół San Giorgio w Borgonovo, którego współczesne zabudowania są rezultatem prac budowlanych zakończonych w 1694 roku.
Gmina została wspomniana w dokumentach jako Stamppa w 1354 roku.
W 1699 roku w gminie wybudowano most na rzece Mera. 27 sierpnia 1834 roku Mera wylała ze swojego koryta i doprowadziła do powodzi, która zniszczyła kilka ulic i domów na terenie gminy.
Od 1533 istniała w Stampie gmina protestancka z własnym kaznodzieją (od 1549).

## Geografia
W 2006 roku Stampa była rozległa na 94,7 km² (36.6 sq mi). 14,2% tej powierzchni stanowiła ziemia rolnicza, a 18,8% lasy. 0,8% terenu Stampy było zabudowane przez drogi lub budynki, a 66,1% gminy stanowiły grunty nieużytkowe (rzeki, góry, lodowce).
Stampa znajduje się w Alpach Retyckich u stóp Przełęczy Maloja w dolinie, wraz ze wsiami Borgonovo, Coltura, Montaccio, Caccior, Cavril oraz Canova.

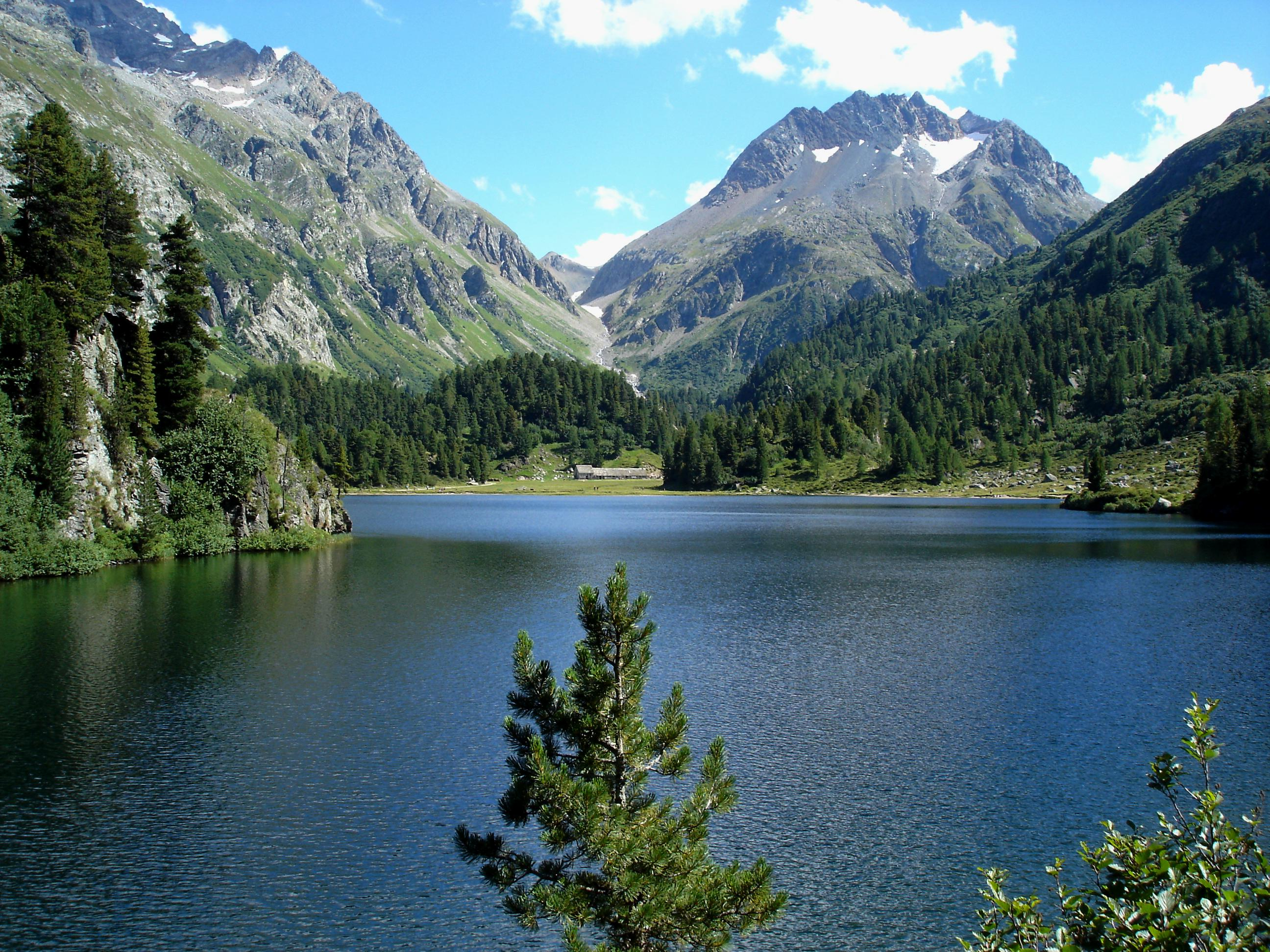
Jezioro Lägh da Cavloc

W okolicach Stampy znajduje się jezioro Lägh da Cavloc.

## Demografia
W Stampie 31 grudnia 2008 roku mieszkało 595 osób. W 2000 roku 8,5% populacji gminy stanowiły osoby urodzone poza Szwajcarią.
W 2000 roku 28% populacji mówiło w języku niemieckim, 69% w języku włoskim, a 2% w języku romansz. W tym samym roku 30% populacji deklarowało przynależność do wyznania katolickiego.
Zmiany w liczbie ludności na przestrzeni lat przedstawia poniższy wykres:

## Znani obywatele
Z gminy Stampa pochodzili spokrewnieni ze sobą malarze Augusto Giacometti i Giovanni Giacometti, synowie tego ostatniego: rzeźbiarz Alberto Giacometti, projektant wyposażenia wnętrz Diego Giacometti i architekt Ernesto Giacometti oraz ich kuzyn, prawnik konstytucyjny Zaccaria Giacometti. Z wyjątkiem tego ostatniego zostali oni pochowani na cmentarzu w Borgonovo.

## Zabytki
Na terenie Stampy znajduje się wpisany do Listy A rejestru zabytków zbudowany w 1723 roku zamek Castelmur. Właściciel budynku – Giovanni de Castelmur – gruntownie wyremontował go w 1854 roku. Od 1961 roku, po jego sprzedaniu przez spadkobierców rodziny Castelmur, w budynku znajduje się muzeum.

## Galeria

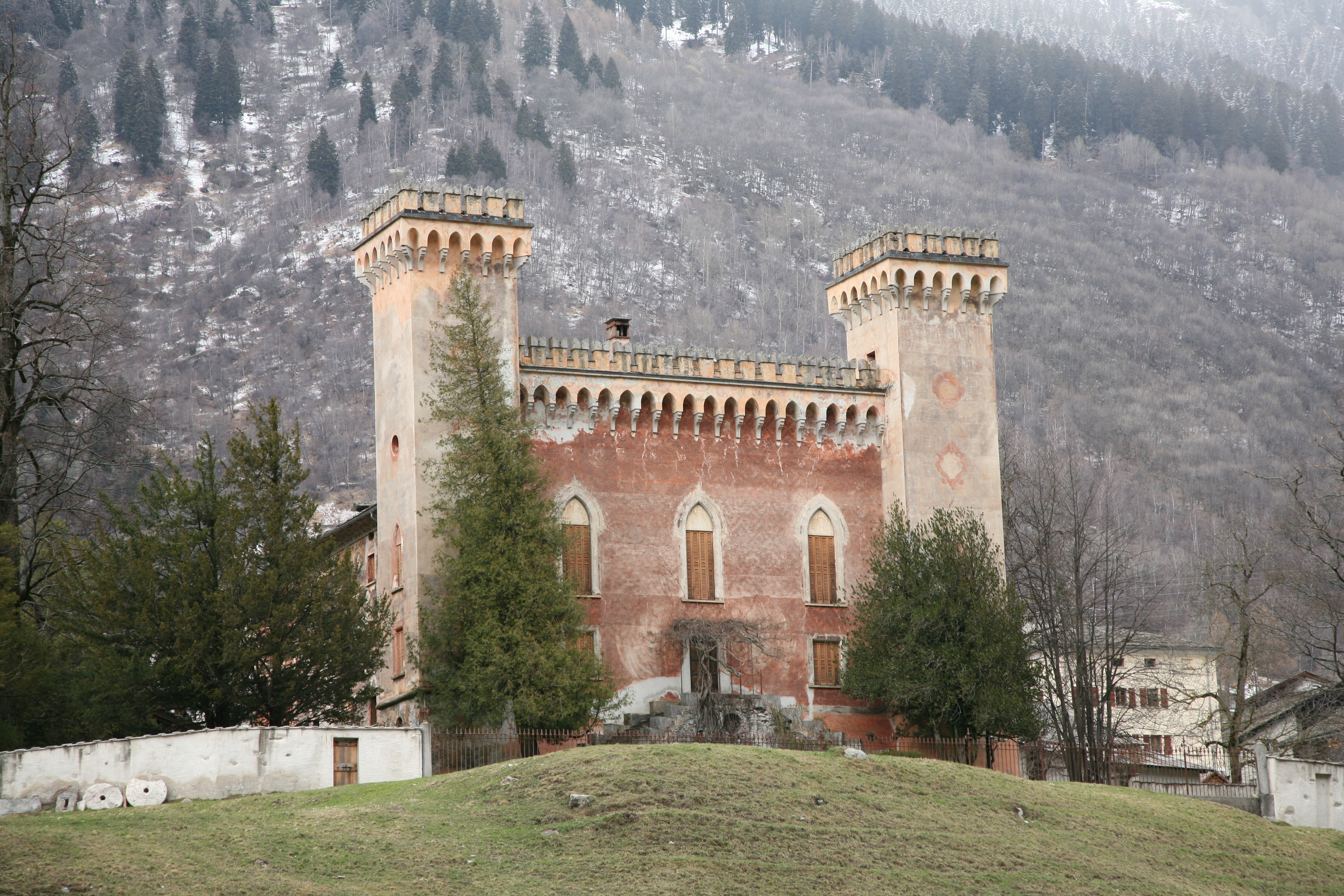
Mur zamku
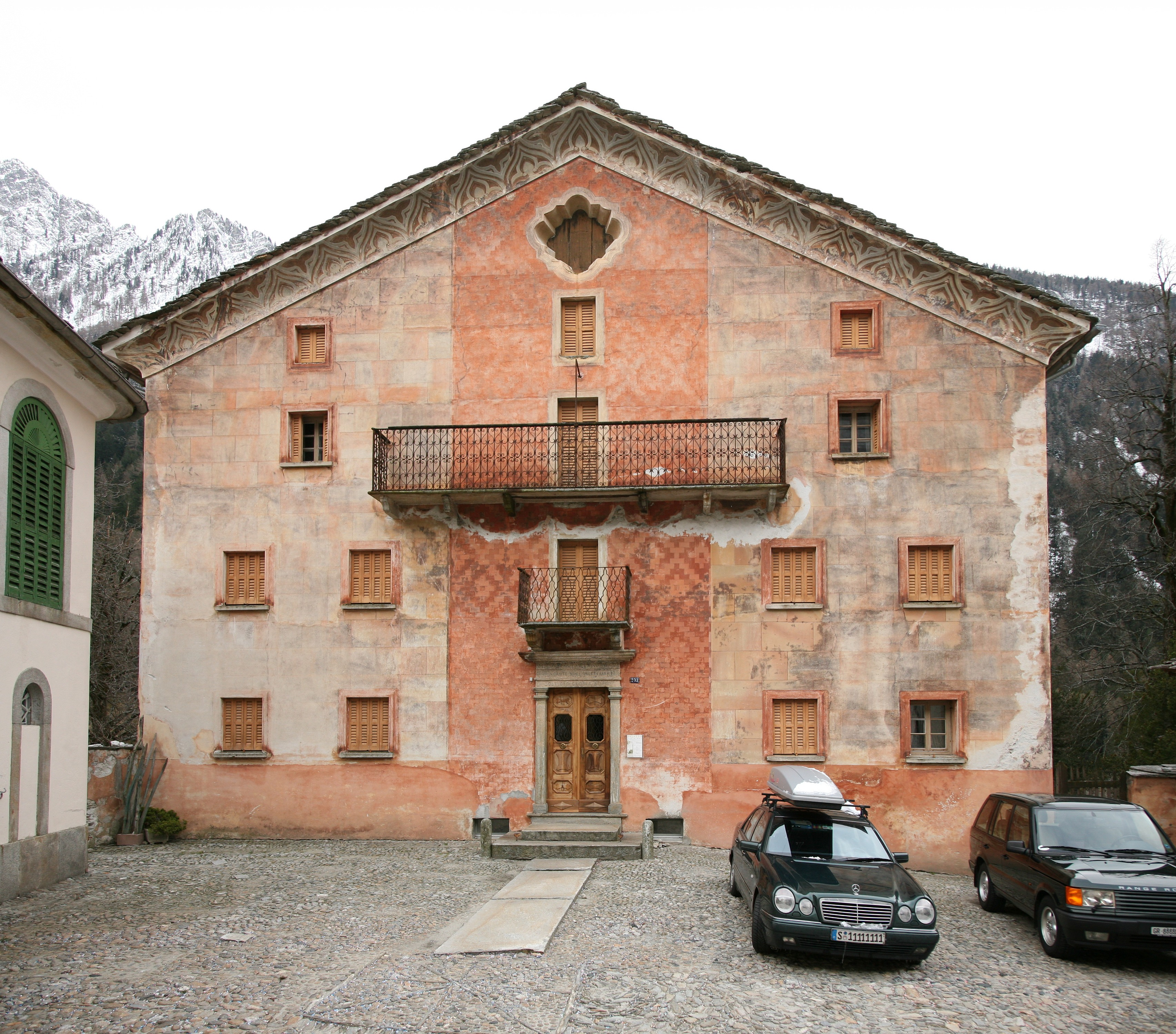
Widok od strony dziedzińca
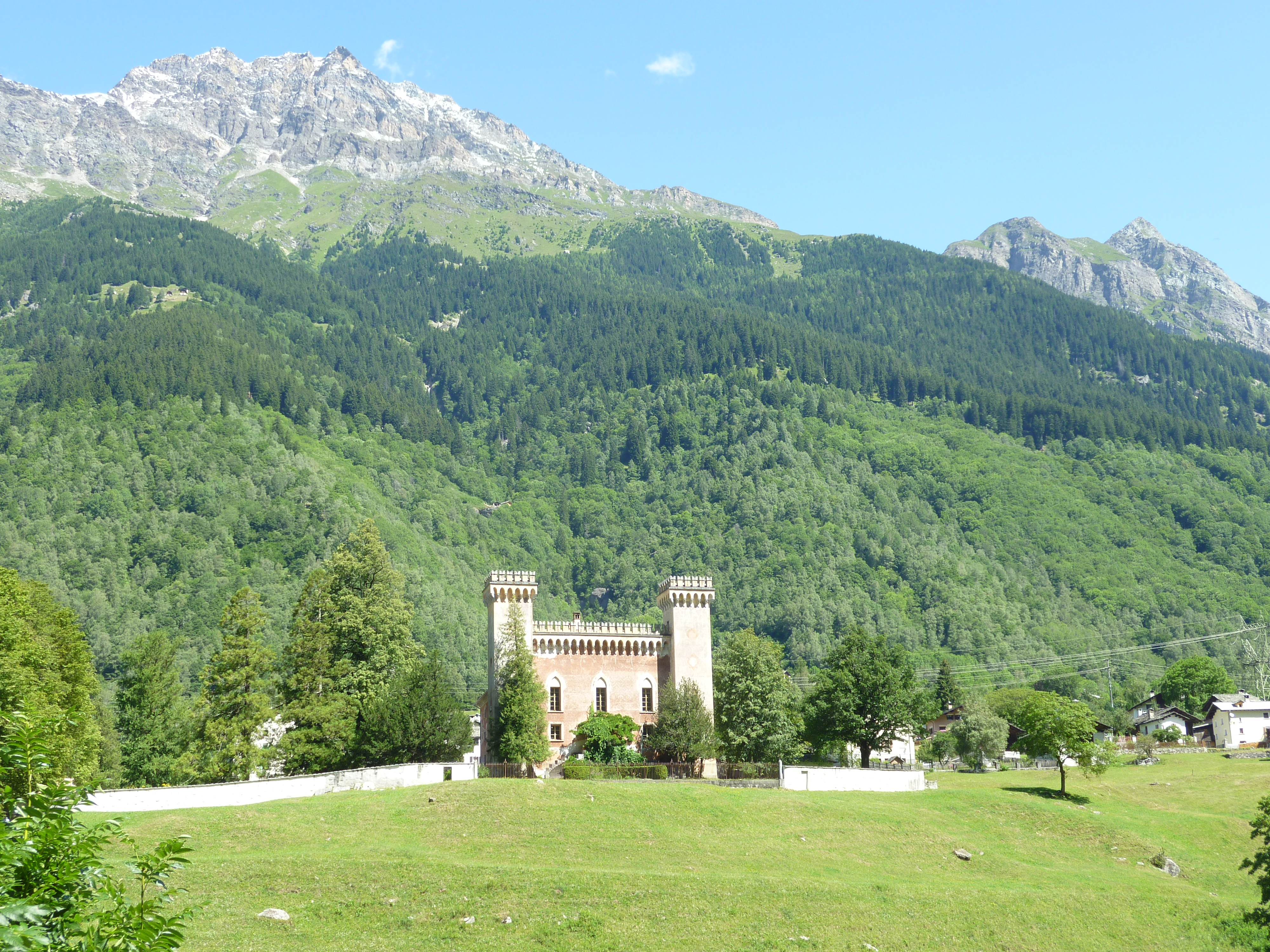
Widok na zamek od strony południowej, wraz z panoramą
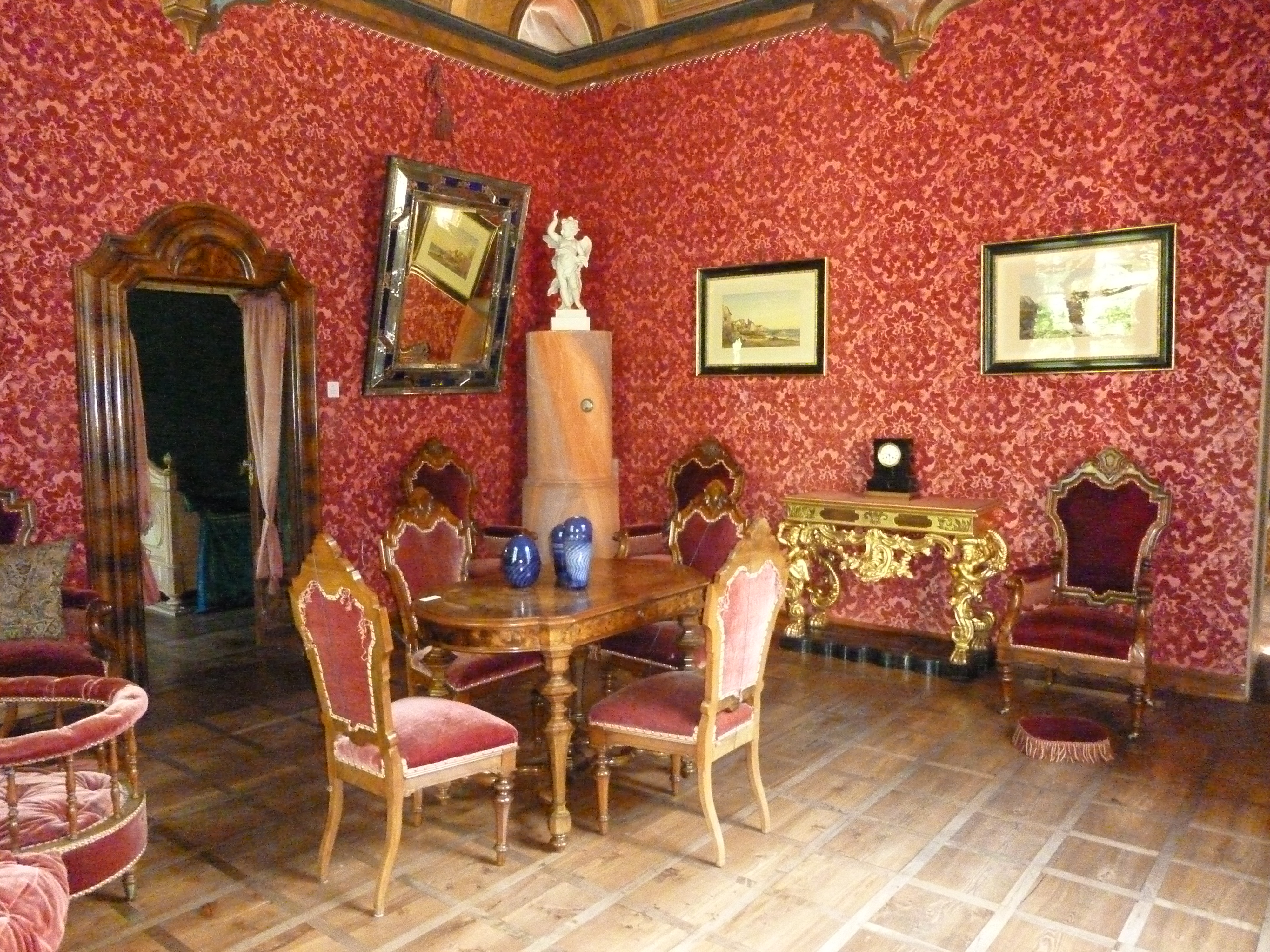
Salon wewnątrz zamku